# Escudo de Mato Grosso del Sur
El escudo del estado de Mato Grosso del Sur fue adoptado por el Decreto Estatal N.º 2 del 1 de enero de 1979. Fue diseñado por José Luiz Pereira de Moura.

## Características simbólicas
El escudo de armas del Estado de Mato Grosso del Sur es representado por un escudo con el interior dividido en dos partes horizontales. La parte superior de color azul cielo profundo representando el cielo y la esperanza, y una estrella amarilla en el medio. La parte inferior verde representando los campos y los bosques. Hay un jaguar, un símbolo animal del Pantanal  de Mato Grosso. Las estrellas alrededor del escudo representan los municipios del estado. Flanqueando el escudo hay un ramo de café, a la izquierda, y un ramo de Yerba Mate (Ilex matogrossense, conocida también como Ilex paraguariensis), a la derecha, representando las dos culturas que tienen importancia histórica en la región. Partiendo detrás del escudo y en la mitad horizontal, están 9 rayos solares; 8 en su conjunto y uno al medio hacia abajo del horizonte. Tenga en cuenta que los rayos solares se inician en la misma línea de división del interior del escudo. Una cinta en la parte inferior indica la fecha de creación del Estado (11 de octubre de 1977) y el nombre del Estado.
- Datos: Q9665387